# Llista de topònims de Font-rubí
Llista de topònims (noms propis de lloc) del municipi de Font-rubí, a l'Alt Penedès
Informació actualitzada per un bot. Els canvis manuals es perdran quan s'actualitzi!

## carretera
| imatge | Nom     | Ubicat a                                                                     | instància de | Detalls | coordenades                                       | Protecció | Commons (més fotos) | Dades a WD                    |
| ------ | ------- | ---------------------------------------------------------------------------- | ------------ | ------- | ------------------------------------------------- | --------- | ------------------- | ----------------------------- |
|        | BP-2126 | Alt Penedès Torrelles de Foix Font-rubí                                      | carretera    |         | 41° 24′ 54″ N, 1° 39′ 01″ E / 41.4149°N,1.6503°E  |           |                     | Modifica les dades a Wikidata |
|        | BV-2127 | Alt Penedès Vilafranca del Penedès les Cabanyes Vilobí del Penedès Font-rubí | carretera    |         | 41° 21′ 14″ N, 1° 42′ 24″ E / 41.3539°N,1.70656°E |           |                     | Modifica les dades a Wikidata |

## casa
| imatge | Nom                   | Ubicat a               | instància de | Detalls                                        | coordenades                                                                                                | Protecció                                  | Commons (més fotos)        | Dades a WD                    |
| ------ | --------------------- | ---------------------- | ------------ | ---------------------------------------------- | --- | ------------------------------------------ | -------------------------- | ----------------------------- |
|        | Ca l'Hernan           | Font-rubí              | casa         | Estil: noucentisme                             | 41° 24′ 50″ N, 1° 39′ 09″ E / 41.41397°N,1.65238°E                                                         | bé integrant del patrimoni cultural català |                            | Modifica les dades a Wikidata |
|        | Ca la Llússia         | Font-rubí              | casa         |                                                | 41° 23′ 42″ N, 1° 41′ 01″ E / 41.39504°N,1.68348°E ca:Barri de Grabuac, 60                                 |                                            |                            | Modifica les dades a Wikidata |
|        | Ca la Xiqueta         | Font-rubí              | casa         |                                                | 41° 24′ 55″ N, 1° 41′ 42″ E / 41.41519°N,1.69513°E ca:Barri de Sabanell, 34                                |                                            |                            | Modifica les dades a Wikidata |
|        | Cal Cabana            | Font-rubí              | casa         | Estil: noucentisme 20th century                | 41° 24′ 50″ N, 1° 39′ 03″ E / 41.413938°N,1.650855°E ca:Avinguda Catalunya, 14 - Guardiola de Font-rubí    | bé integrant del patrimoni cultural català |                            | Modifica les dades a Wikidata |
|        | Cal Fontanals         | Font-rubí              | casa         | Estil: arquitectura popular 1625               | 41° 24′ 56″ N, 1° 41′ 43″ E / 41.415501°N,1.695405°E ca:Barri de Sabanell, 2 i 4                           | bé integrant del patrimoni cultural català | Cal Fontanals (Font-rubí)  | Modifica les dades a Wikidata |
|        | Cal Julio             | Font-rubí              | casa         | Estil: noucentisme 20th century                | 41° 24′ 49″ N, 1° 39′ 02″ E / 41.413736°N,1.650548°E ca:Avinguda de Catalunya, 21                          | bé integrant del patrimoni cultural català |                            | Modifica les dades a Wikidata |
|        | Cal Ron               | Font-rubí              | casa         |                                                | 41° 23′ 43″ N, 1° 41′ 00″ E / 41.39519°N,1.68325°E ca:Barri de Grabuac, 58                                 |                                            |                            | Modifica les dades a Wikidata |
|        | Cal Sastre            | Font-rubí              | casa         | Estil: noucentisme 1890                        | 41° 24′ 50″ N, 1° 39′ 03″ E / 41.413838°N,1.650809°E ca:Avinguda de Catalunya, número, 12                  | bé integrant del patrimoni cultural català |                            | Modifica les dades a Wikidata |
|        | Cal Turró             | Font-rubí              | casa         | Estil: arquitectura eclèctica noucentisme 1924 | 41° 24′ 50″ N, 1° 40′ 44″ E / 41.413858°N,1.678912°E ca:Barri de Santa Maria (Cal Cintet), 46              | bé integrant del patrimoni cultural català |                            | Modifica les dades a Wikidata |
|        | Cal Xic               | Font-rubí              | casa         | Estil: arquitectura eclèctica 1885             | 41° 24′ 18″ N, 1° 39′ 40″ E / 41.405119°N,1.661224°E ca:Barri de Grabuac i la Fanga, 24                    | bé integrant del patrimoni cultural català | Cal Xic (Font-rubí)        | Modifica les dades a Wikidata |
|        | Can Laureà            | Font-rubí              | casa         | Estil: arquitectura modernista 1923            | 41° 25′ 00″ N, 1° 39′ 20″ E / 41.416541°N,1.655483°E ca:carretera BP-2126, km. 12                          | bé integrant del patrimoni cultural català | Can Laureà (Font-rubí)     | Modifica les dades a Wikidata |
|        | Caves Ferret          | Font-rubí              | casa         | Estil: noucentisme 1920                        | 41° 24′ 54″ N, 1° 39′ 01″ E / 41.415128°N,1.650142°E ca:Avinguda de Catalunya, 36 - Guardiola de Font-rubí | bé integrant del patrimoni cultural català | Caves Ferret               | Modifica les dades a Wikidata |
|        | Villa Ramona          | Font-rubí              | casa         | Estil: arquitectura modernista 20th century    | 41° 24′ 43″ N, 1° 41′ 22″ E / 41.411944444444°N,1.6894444444444°E ca:Carretera BP-2126, km 17,5            | bé integrant del patrimoni cultural català |                            | Modifica les dades a Wikidata |
|        | Vil·la Formosa        | Font-rubí              | casa         | Estil: arquitectura eclèctica 1902             | 41° 26′ 32″ N, 1° 36′ 32″ E / 41.442146°N,1.608814°E ca:Barri de l'Avellà, 4                               | bé integrant del patrimoni cultural català | Vil·la Formosa (Font-rubí) | Modifica les dades a Wikidata |
|        | cal Gol               | Font-rubí              | casa         | Estil: noucentisme 20th century                | 41° 26′ 18″ N, 1° 36′ 09″ E / 41.438373°N,1.602417°E ca:Carretera BP-2126, km 3,8 502 msnm                 | bé integrant del patrimoni cultural català | Cal Gol (Font-rubí)        | Modifica les dades a Wikidata |
|        | els pisos del Pau Xic | Guardiola de Font-rubí | casa         | Estil: noucentisme 20th century                | 41° 24′ 53″ N, 1° 39′ 02″ E / 41.414585°N,1.650692°E ca:Av. Catalunya, 11 310 msnm                         | bé integrant del patrimoni cultural català | Els pisos del Pau Xic      | Modifica les dades a Wikidata |

## cova
| imatge | Nom               | Ubicat a  | instància de    | Detalls | coordenades                                                         | Protecció                                  | Commons (més fotos) | Dades a WD                    |
| ------ | ----------------- | --------- | --------------- | ------- | ------------------------------------------------------------------- | ------------------------------------------ | ------------------- | ----------------------------- |
|        | Forat Bujador     | Font-rubí | cova            |         | 41° 26′ 26″ N, 1° 34′ 46″ E / 41.4406854470311°N,1.57943430166965°E |                                            |                     | Modifica les dades a Wikidata |
|        | cova de l'Arena   | Font-rubí | cova            |         | 41° 26′ 37″ N, 1° 36′ 05″ E / 41.4435385111007°N,1.6013021008955°E  |                                            |                     | Modifica les dades a Wikidata |
|        | cova de la Guineu | Font-rubí | cova necròpolis |         | 41° 26′ 33″ N, 1° 34′ 31″ E / 41.442434°N,1.575398°E                | bé integrant del patrimoni cultural català |                     | Modifica les dades a Wikidata |

## curs d'aigua
| imatge | Nom                                  | Ubicat a                                  | instància de | Detalls                                 | coordenades                                                                                         | Protecció | Commons (més fotos) | Dades a WD                    |
| ------ | ------------------------------------ | ----------------------------------------- | ------------ | --------------------------------------- | --------------------------------------------------------------------------------------------------- | --------- | ------------------- | ----------------------------- |
|        | torrent de Mas Moió                  | Font-rubí                                 | curs d'aigua | Desemboca: riera de Llitrà Llarg: 3.8km | 41° 25′ 34″ N, 1° 35′ 57″ E / 41.4261°N,1.59921°E                                                   |           |                     | Modifica les dades a Wikidata |
|        | torrent dels Pujols o de Can Cotoliu | Vilobí del Penedès Guardiola de Font-rubí | curs d'aigua | Desemboca: riera de Llitrà              | 41° 22′ 53″ N, 1° 41′ 25″ E / 41.38138°N,1.69028°E ca:Partida dels Pujols fins a la riera de Vilobí |           |                     | Modifica les dades a Wikidata |

## entitat singular de població
| imatge | Nom                      | Ubicat a  | instància de                                   | Detalls | coordenades                                                                  | Protecció | Commons (més fotos) | Dades a WD                    |
| ------ | ------------------------ | --------- | ---------------------------------------------- | ------- | ---------------------------------------------------------------------------- | --------- | ------------------- | ----------------------------- |
|        | Cal Semisó i la Font     | Font-rubí | entitat singular de població                   | 26 hab  | 41° 24′ 18″ N, 1° 39′ 24″ E / 41.4050246425467°N,1.65656237945838°E 305 msnm |           |                     | Modifica les dades a Wikidata |
|        | Can Castellví            | Font-rubí | entitat singular de població                   | 174 hab | 41° 26′ 33″ N, 1° 37′ 29″ E / 41.442550636441°N,1.6246636272723°E 460 msnm   |           |                     | Modifica les dades a Wikidata |
|        | Font-rubí                | Font-rubí | entitat singular de població                   | 34 hab  | 41° 26′ 11″ N, 1° 35′ 17″ E / 41.43650475°N,1.587990565°E 659 msnm           |           |                     | Modifica les dades a Wikidata |
|        | Grabuac i la Fanga       | Font-rubí | entitat singular de població                   | 131 hab | 41° 23′ 46″ N, 1° 40′ 30″ E / 41.3962038498421°N,1.6749739856677°E 288 msnm  |           |                     | Modifica les dades a Wikidata |
|        | Guardiola de Font-rubí   | Font-rubí | entitat singular de població capital municipal | 502 hab | 41° 24′ 53″ N, 1° 39′ 03″ E / 41.41472222°N,1.65083333°E 314 msnm            |           |                     | Modifica les dades a Wikidata |
|        | Mas Moió                 | Font-rubí | entitat singular de població                   | 19 hab  | 41° 25′ 21″ N, 1° 37′ 46″ E / 41.422509°N,1.629571°E 385 msnm                |           | Mas Moió (població) | Modifica les dades a Wikidata |
|        | Montjuïc                 | Font-rubí | entitat singular de població                   | 71 hab  | 41° 26′ 23″ N, 1° 37′ 07″ E / 41.439777481954°N,1.6187373113362°E 463 msnm   |           |                     | Modifica les dades a Wikidata |
|        | Sabanell                 | Font-rubí | entitat singular de població                   | 17 hab  | 41° 25′ 03″ N, 1° 41′ 35″ E / 41.4175775126421°N,1.69302681040986°E 237 msnm |           |                     | Modifica les dades a Wikidata |
|        | Santa Maria de Bellver   | Font-rubí | entitat singular de població                   | 92 hab  | 41° 25′ 26″ N, 1° 39′ 39″ E / 41.423769°N,1.660864°E 317 msnm                |           |                     | Modifica les dades a Wikidata |
|        | el Coll de la Barraca    | Font-rubí | entitat singular de població                   | 8 hab   | 41° 26′ 35″ N, 1° 34′ 23″ E / 41.44302441°N,1.572956485°E 692 msnm           |           |                     | Modifica les dades a Wikidata |
|        | els Pujols               | Font-rubí | entitat singular de població                   | 55 hab  | 41° 23′ 10″ N, 1° 41′ 46″ E / 41.386092°N,1.696202°E 275 msnm                |           |                     | Modifica les dades a Wikidata |
|        | l'Alzinar                | Font-rubí | entitat singular de població                   | 112 hab | 41° 25′ 53″ N, 1° 38′ 17″ E / 41.43142411°N,1.63802887°E 397 msnm            |           |                     | Modifica les dades a Wikidata |
|        | l'Avellà                 | Font-rubí | entitat singular de població                   | 48 hab  | 41° 26′ 38″ N, 1° 36′ 33″ E / 41.44379°N,1.6092°E 509 msnm                   |           |                     | Modifica les dades a Wikidata |
|        | la Maçana                | Font-rubí | entitat singular de població                   | 43 hab  | 41° 24′ 46″ N, 1° 38′ 24″ E / 41.412662°N,1.64004°E 328 msnm                 |           |                     | Modifica les dades a Wikidata |
|        | les Cases Noves          | Font-rubí | entitat singular de població                   | 33 hab  | 41° 24′ 26″ N, 1° 41′ 15″ E / 41.40725745183°N,1.6876200825048°E 254 msnm    |           |                     | Modifica les dades a Wikidata |
|        | les Casetes d'en Raspall | Font-rubí | entitat singular de població                   | 67 hab  | 41° 25′ 47″ N, 1° 40′ 35″ E / 41.429668°N,1.676348°E 294 msnm                |           |                     | Modifica les dades a Wikidata |

## església
| imatge | Nom                      | Ubicat a               | instància de     | Detalls                                    | coordenades                                                                                 | Protecció                                  | Commons (més fotos)                | Dades a WD                    |
| ------ | ------------------------ | ---------------------- | ---------------- | ------------------------------------------ | ------------------------------------------------------------------------------------------- | ------------------------------------------ | ---------------------------------- | ----------------------------- |
|        | Mare de Déu del Roser    | Font-rubí              | església         |                                            | 41° 24′ 52″ N, 1° 39′ 06″ E / 41.4145514987254°N,1.65169961916793°E                         |                                            |                                    | Modifica les dades a Wikidata |
|        | Sant Andreu              | Font-rubí              | església ermita  | Estil: arquitectura romànica Estat: ruïnós | 41° 26′ 42″ N, 1° 36′ 58″ E / 41.4451129053432°N,1.61604030603813°E 523 msnm                | bé integrant del patrimoni cultural català | Sant Andreu de l'Avellà            | Modifica les dades a Wikidata |
|        | Sant Joan de la Maçana   | Font-rubí              | església         | Estil: arquitectura romànica               | 41° 24′ 57″ N, 1° 38′ 04″ E / 41.415851°N,1.634505°E                                        | bé integrant del patrimoni cultural català | Sant Joan de la Maçana             | Modifica les dades a Wikidata |
|        | Sant Miquel              | Font-rubí              | església capella | Estat: ruïnós                              | 41° 26′ 20″ N, 1° 35′ 15″ E / 41.4388032794007°N,1.58750699970132°E 748 msnm                |                                            |                                    | Modifica les dades a Wikidata |
|        | Sant Pau de Grabuac      | Font-rubí              | església         | Estil: arquitectura popular                | 41° 23′ 47″ N, 1° 40′ 35″ E / 41.396415°N,1.676484°E ca:Grabuac                             | bé integrant del patrimoni cultural català | Sant Pau de Grabuac                | Modifica les dades a Wikidata |
|        | Sant Vicenç de Cal Cerdà | Font-rubí              | església         | Estil: arquitectura romànica 11st century  | 41° 25′ 53″ N, 1° 39′ 21″ E / 41.431273°N,1.655864°E                                        | bé integrant del patrimoni cultural català | Sant Vicenç de Cal Cerdà           | Modifica les dades a Wikidata |
|        | Santa Maria de Bellver   | Santa Maria de Bellver | església         | Estil: arquitectura barroca 18th century   | 41° 25′ 26″ N, 1° 39′ 40″ E / 41.4238°N,1.661182°E ca:Ctra. BP-2126, km. 14                 | bé integrant del patrimoni cultural català | Santa Maria de Bellver (Font-rubí) | Modifica les dades a Wikidata |
|        | església de Font-rubí    | Font-rubí              | església         | Estil: arquitectura barroca 1742           | 41° 26′ 13″ N, 1° 35′ 18″ E / 41.436909°N,1.588348°E ca:Barri de Font-rubí de Dalt, 23 i 24 | bé integrant del patrimoni cultural català | Església de Font-rubí              | Modifica les dades a Wikidata |

## font
| imatge | Nom             | Ubicat a  | instància de | Detalls | coordenades                                                         | Protecció | Commons (més fotos) | Dades a WD                    |
| ------ | --------------- | --------- | ------------ | ------- | ------------------------------------------------------------------- | --------- | ------------------- | ----------------------------- |
|        | font de Llinars | Font-rubí | font         |         | 41° 26′ 27″ N, 1° 34′ 40″ E / 41.4409630846815°N,1.57784819779627°E |           |                     | Modifica les dades a Wikidata |
|        | font dels Horts | Font-rubí | font         |         | 41° 23′ 45″ N, 1° 41′ 55″ E / 41.39596°N,1.69862°E                  |           |                     | Modifica les dades a Wikidata |

## indret
| imatge | Nom              | Ubicat a  | instància de | Detalls | coordenades                                                         | Protecció | Commons (més fotos) | Dades a WD                    |
| ------ | ---------------- | --------- | ------------ | ------- | ------------------------------------------------------------------- | --------- | ------------------- | ----------------------------- |
|        | Hort d'en Xiquet | Font-rubí | indret       |         | 41° 24′ 50″ N, 1° 41′ 29″ E / 41.413894022906°N,1.69148536308184°E  |           |                     | Modifica les dades a Wikidata |
|        | Sínia del Perera | Font-rubí | indret       |         | 41° 24′ 52″ N, 1° 41′ 21″ E / 41.4144166487268°N,1.68912968331244°E |           |                     | Modifica les dades a Wikidata |
|        | Sínia del Torró  | Font-rubí | indret hort  |         | 41° 24′ 56″ N, 1° 41′ 27″ E / 41.4154343480614°N,1.69070062231455°E |           |                     | Modifica les dades a Wikidata |

## jaciment arqueològic
| imatge | Nom                                         | Ubicat a  | instància de         | Detalls | coordenades                                          | Protecció                                  | Commons (més fotos) | Dades a WD                    |
| ------ | ------------------------------------------- | --------- | -------------------- | ------- | ---------------------------------------------------- | ------------------------------------------ | ------------------- | ----------------------------- |
|        | Jaciment prehistòric Cal Peretó             | Font-rubí | jaciment arqueològic |         | 41° 24′ 41″ N, 1° 40′ 59″ E / 41.41125°N,1.683011°E  | bé integrant del patrimoni cultural català |                     | Modifica les dades a Wikidata |
|        | Jaciment prehistòric Terrassa de la Massana | Font-rubí | jaciment arqueològic |         | 41° 25′ 15″ N, 1° 38′ 08″ E / 41.420807°N,1.635446°E | bé integrant del patrimoni cultural català |                     | Modifica les dades a Wikidata |
|        | Taller de la Font de Llinars                | Font-rubí | jaciment arqueològic |         | 41° 26′ 10″ N, 1° 34′ 53″ E / 41.43601°N,1.58152°E   | bé cultural d'interès local                |                     | Modifica les dades a Wikidata |
|        | jaciment de Can Grau                        | Font-rubí | jaciment arqueològic |         | 41° 25′ 05″ N, 1° 37′ 21″ E / 41.417999°N,1.622627°E | bé integrant del patrimoni cultural català |                     | Modifica les dades a Wikidata |

## masia
| imatge | Nom                        | Ubicat a  | instància de | Detalls                                                                | coordenades                                                                                                   | Protecció                                  | Commons (més fotos)      | Dades a WD                    |
| ------ | -------------------------- | --------- | ------------ | ---------------------------------------------------------------------- | --- | ------------------------------------------ | ------------------------ | ----------------------------- |
|        | Ca l'Alarcon               | Font-rubí | masia        |                                                                        | 41° 25′ 29″ N, 1° 39′ 17″ E / 41.4247010486126°N,1.65463699877376°E                                           |                                            |                          | Modifica les dades a Wikidata |
|        | Ca l'Albert                | Font-rubí | masia        |                                                                        | 41° 24′ 47″ N, 1° 38′ 51″ E / 41.4130794082719°N,1.64753035562377°E                                           |                                            |                          | Modifica les dades a Wikidata |
|        | Ca l'Aleix                 | Font-rubí | masia        |                                                                        | 41° 24′ 10″ N, 1° 40′ 27″ E / 41.4026696299333°N,1.67406502879898°E                                           |                                            |                          | Modifica les dades a Wikidata |
|        | Ca l'Amàlia                | Font-rubí | masia        |                                                                        | 41° 25′ 57″ N, 1° 37′ 29″ E / 41.43256°N,1.62461°E ca:Barri de Montjuïc, 9                                    |                                            |                          | Modifica les dades a Wikidata |
|        | Ca l'Angelina              | Font-rubí | masia        |                                                                        | 41° 25′ 19″ N, 1° 37′ 43″ E / 41.4219988647843°N,1.62870129100844°E ca:Barri de Mas Moió, 3                   |                                            |                          | Modifica les dades a Wikidata |
|        | Ca l'Arcís                 | Font-rubí | masia        | 1832                                                                   | 41° 24′ 52″ N, 1° 40′ 14″ E / 41.4144823382427°N,1.67052238429552°E ca:Barri de Santa Maria, 14               |                                            |                          | Modifica les dades a Wikidata |
|        | Ca l'Elies                 | Font-rubí | masia        |                                                                        | 41° 24′ 33″ N, 1° 40′ 00″ E / 41.4091428689266°N,1.66679072970801°E                                           |                                            |                          | Modifica les dades a Wikidata |
|        | Ca l'Escolà                | Font-rubí | masia        | 1880                                                                   | 41° 25′ 22″ N, 1° 39′ 49″ E / 41.4227071738814°N,1.66362929437668°E ca:Barri de Santa Maria, 19               |                                            |                          | Modifica les dades a Wikidata |
|        | Ca l'Esquelló              | Font-rubí | masia        |                                                                        | 41° 24′ 32″ N, 1° 38′ 39″ E / 41.4089760180957°N,1.64403816963305°E                                           |                                            |                          | Modifica les dades a Wikidata |
|        | Ca l'Estadant              | Font-rubí | masia        |                                                                        | 41° 26′ 03″ N, 1° 38′ 23″ E / 41.43427029818°N,1.63962192818014°E                                             |                                            |                          | Modifica les dades a Wikidata |
|        | Ca l'Esteve                | Font-rubí | masia        | Estil: arquitectura popular 1916                                       | 41° 24′ 50″ N, 1° 37′ 56″ E / 41.4139358035177°N,1.63235276387679°E ca:Barri de la Massana, 22                |                                            |                          | Modifica les dades a Wikidata |
|        | Ca l'Esteve Gallego        | Font-rubí | masia        |                                                                        | 41° 26′ 12″ N, 1° 38′ 10″ E / 41.4366879965604°N,1.6361362447646°E ca:Barri de l'Alzinar, 59                  |                                            |                          | Modifica les dades a Wikidata |
|        | Ca l'Àngel                 | Font-rubí | masia        |                                                                        | 41° 24′ 26″ N, 1° 39′ 56″ E / 41.4072826672221°N,1.6656084428754°E ca:Barri de Grabuac i la Fanga, 30         |                                            |                          | Modifica les dades a Wikidata |
|        | Ca la Leonor               | Font-rubí | masia        |                                                                        | 41° 26′ 34″ N, 1° 34′ 19″ E / 41.4426569987491°N,1.57207740007422°E                                           |                                            |                          | Modifica les dades a Wikidata |
|        | Ca la Llúcia               | Font-rubí | masia        |                                                                        | 41° 25′ 01″ N, 1° 40′ 50″ E / 41.4168506983431°N,1.68064491960985°E                                           |                                            |                          | Modifica les dades a Wikidata |
|        | Ca la Maria                | Font-rubí | masia        |                                                                        | 41° 24′ 49″ N, 1° 38′ 57″ E / 41.4135397720873°N,1.64914805411968°E                                           |                                            |                          | Modifica les dades a Wikidata |
|        | Ca la Matilde              | Font-rubí | masia        |                                                                        | 41° 26′ 13″ N, 1° 37′ 31″ E / 41.4369544411898°N,1.62522658122113°E ca:Barri de Montjuïc, 14                  |                                            |                          | Modifica les dades a Wikidata |
|        | Ca n'Adjutori              | Font-rubí | masia        |                                                                        | 41° 23′ 16″ N, 1° 41′ 36″ E / 41.3876677854653°N,1.69333901463438°E                                           |                                            |                          | Modifica les dades a Wikidata |
|        | Cal Baldiri                | Font-rubí | masia        |                                                                        | 41° 23′ 47″ N, 1° 40′ 33″ E / 41.3963946935935°N,1.67590314025138°E                                           |                                            |                          | Modifica les dades a Wikidata |
|        | Cal Banyetes               | Font-rubí | masia        |                                                                        | 41° 24′ 45″ N, 1° 40′ 34″ E / 41.4126287987091°N,1.67615976323755°E 282 msnm                                  |                                            |                          | Modifica les dades a Wikidata |
|        | Cal Barló                  | Font-rubí | masia        |                                                                        | 41° 23′ 08″ N, 1° 41′ 56″ E / 41.3854426413648°N,1.69887318261035°E                                           |                                            |                          | Modifica les dades a Wikidata |
|        | Cal Barraló                | Font-rubí | masia        |                                                                        | 41° 27′ 01″ N, 1° 36′ 24″ E / 41.4502334856096°N,1.60671318943999°E                                           |                                            |                          | Modifica les dades a Wikidata |
|        | Cal Blai                   | Font-rubí | masia        | 20th century                                                           | 41° 24′ 22″ N, 1° 39′ 20″ E / 41.4061575339731°N,1.65561783389847°E ca:Barri de Semisó i la Font (Semisó), 11 |                                            |                          | Modifica les dades a Wikidata |
|        | Cal Blanquet               | Font-rubí | masia        | 19th century                                                           | 41° 25′ 20″ N, 1° 38′ 26″ E / 41.4222852234032°N,1.64068586337297°E                                           |                                            |                          | Modifica les dades a Wikidata |
|        | Cal Bou                    | Font-rubí | masia        |                                                                        | 41° 24′ 18″ N, 1° 39′ 58″ E / 41.405000074184°N,1.66606191025922°E                                            |                                            |                          | Modifica les dades a Wikidata |
|        | Cal Campmany               | Font-rubí | masia        | 19th century                                                           | 41° 24′ 31″ N, 1° 41′ 10″ E / 41.4085354113486°N,1.68601759980577°E ca:Barri de Casesnoves, 9                 |                                            |                          | Modifica les dades a Wikidata |
|        | Cal Casetó                 | Font-rubí | masia        |                                                                        | 41° 24′ 41″ N, 1° 39′ 03″ E / 41.4114687014713°N,1.65073441120549°E ca:Barri de Guardiola, 4                  |                                            |                          | Modifica les dades a Wikidata |
|        | Cal Cego                   | Font-rubí | masia        |                                                                        | 41° 27′ 00″ N, 1° 36′ 18″ E / 41.449877818486°N,1.60486518424607°E                                            |                                            |                          | Modifica les dades a Wikidata |
|        | Cal Cintet                 | Font-rubí | masia        |                                                                        | 41° 25′ 03″ N, 1° 40′ 44″ E / 41.4174697469561°N,1.67886145028444°E                                           |                                            |                          | Modifica les dades a Wikidata |
|        | Cal Cisco Ventura          | Font-rubí | masia        |                                                                        | 41° 23′ 20″ N, 1° 40′ 57″ E / 41.3889944918783°N,1.68251203678352°E                                           |                                            |                          | Modifica les dades a Wikidata |
|        | Cal Cisco de la Viuda      | Font-rubí | masia        |                                                                        | 41° 25′ 32″ N, 1° 38′ 14″ E / 41.4256577847744°N,1.63720483820219°E                                           |                                            |                          | Modifica les dades a Wikidata |
|        | Cal Cisteller              | Font-rubí | masia        | 19th century                                                           | 41° 26′ 00″ N, 1° 37′ 43″ E / 41.4334629204015°N,1.62851984893344°E                                           |                                            |                          | Modifica les dades a Wikidata |
|        | Cal Coix                   | Font-rubí | masia        |                                                                        | 41° 25′ 20″ N, 1° 38′ 34″ E / 41.4221562940377°N,1.64273484879081°E                                           |                                            |                          | Modifica les dades a Wikidata |
|        | Cal Càlix                  | Font-rubí | masia        |                                                                        | 41° 24′ 44″ N, 1° 40′ 33″ E / 41.412192419744°N,1.67580967909454°E                                            |                                            |                          | Modifica les dades a Wikidata |
|        | Cal Còguls                 | Font-rubí | masia        |                                                                        | 41° 25′ 23″ N, 1° 37′ 45″ E / 41.4229961156316°N,1.62924274648099°E                                           |                                            |                          | Modifica les dades a Wikidata |
|        | Cal Descregut              | Font-rubí | masia        | 19th century                                                           | 41° 24′ 17″ N, 1° 40′ 51″ E / 41.4048104693714°N,1.68086461321806°E ca:Barri de Grabuac i la Fanga, 43        |                                            |                          | Modifica les dades a Wikidata |
|        | Cal Domingo                | Font-rubí | masia        | Estil: arquitectura popular                                            | 41° 24′ 52″ N, 1° 41′ 12″ E / 41.4143894977607°N,1.68674914508701°E ca:Barri de Casesnoves (La Serra), 27     |                                            |                          | Modifica les dades a Wikidata |
|        | Cal Febrer                 | Font-rubí | masia        |                                                                        | 41° 26′ 35″ N, 1° 34′ 25″ E / 41.443170523896°N,1.5735385072713°E                                             |                                            |                          | Modifica les dades a Wikidata |
|        | Cal Ferran                 | Font-rubí | masia        |                                                                        | 41° 24′ 37″ N, 1° 38′ 53″ E / 41.4102122714944°N,1.6480564452095°E                                            |                                            |                          | Modifica les dades a Wikidata |
|        | Cal Ferrer del Clot        | Font-rubí | masia        |                                                                        | 41° 25′ 40″ N, 1° 38′ 22″ E / 41.4276648082794°N,1.63935294362455°E                                           |                                            |                          | Modifica les dades a Wikidata |
|        | Cal Fraret                 | Font-rubí | masia        |                                                                        | 41° 23′ 46″ N, 1° 40′ 35″ E / 41.3961832476272°N,1.67631413673944°E                                           |                                            |                          | Modifica les dades a Wikidata |
|        | Cal Fèlix                  | Font-rubí | masia        |                                                                        | 41° 25′ 25″ N, 1° 39′ 33″ E / 41.4234832963153°N,1.65911382454508°E                                           |                                            |                          | Modifica les dades a Wikidata |
|        | Cal Fèlix Mosquit          | Font-rubí | masia        | Estil: arquitectura popular 20th century                               | 41° 25′ 30″ N, 1° 38′ 15″ E / 41.425104008694°N,1.63759936916031°E ca:Barri de l'Alzinar, 13                  |                                            |                          | Modifica les dades a Wikidata |
|        | Cal Gavatx                 | Font-rubí | masia        |                                                                        | 41° 25′ 47″ N, 1° 35′ 01″ E / 41.4297226097315°N,1.58373050404383°E                                           |                                            |                          | Modifica les dades a Wikidata |
|        | Cal Gepic                  | Font-rubí | masia        |                                                                        | 41° 24′ 46″ N, 1° 40′ 33″ E / 41.4127690267205°N,1.67582189739259°E                                           |                                            |                          | Modifica les dades a Wikidata |
|        | Cal Giró                   | Font-rubí | masia        | 19th century                                                           | 41° 25′ 02″ N, 1° 40′ 46″ E / 41.4173136975176°N,1.67939110732604°E ca:Barri de Santa Maria (Cal Cintet), 71  |                                            |                          | Modifica les dades a Wikidata |
|        | Cal Gravat                 | Font-rubí | masia        | 19th century                                                           | 41° 25′ 04″ N, 1° 40′ 41″ E / 41.4176687580127°N,1.67815143196371°E                                           |                                            |                          | Modifica les dades a Wikidata |
|        | Cal Guarda                 | Font-rubí | masia        | 19th century                                                           | 41° 25′ 08″ N, 1° 36′ 59″ E / 41.4187900589417°N,1.61647970499911°E ca:Barri de la Massana, 30                |                                            |                          | Modifica les dades a Wikidata |
|        | Cal Jan Balenyà            | Font-rubí | masia        |                                                                        | 41° 25′ 56″ N, 1° 37′ 34″ E / 41.432183386324°N,1.62621293193481°E                                            |                                            |                          | Modifica les dades a Wikidata |
|        | Cal Jan Llopet             | Font-rubí | masia        | 20th century                                                           | 41° 26′ 02″ N, 1° 37′ 12″ E / 41.4338644407307°N,1.61991780792554°E ca:Barri de Montjuïc, 32                  |                                            |                          | Modifica les dades a Wikidata |
|        | Cal Jan Maneló             | Font-rubí | masia        |                                                                        | 41° 25′ 56″ N, 1° 38′ 05″ E / 41.4322410720296°N,1.63484099760336°E ca:Barri de l'Alzinar, 43                 |                                            |                          | Modifica les dades a Wikidata |
|        | Cal Jan del Llop           | Font-rubí | masia        |                                                                        | 41° 25′ 28″ N, 1° 38′ 17″ E / 41.4244884708162°N,1.6381028877682°E ca:Barri de l'Alzinar, 50                  |                                            |                          | Modifica les dades a Wikidata |
|        | Cal Jaume Llop             | Font-rubí | masia        |                                                                        | 41° 25′ 23″ N, 1° 37′ 36″ E / 41.4231362447145°N,1.62664299990216°E ca:Barri de Mas Moió, 16                  |                                            |                          | Modifica les dades a Wikidata |
|        | Cal Jaume Martí            | Font-rubí | masia        |                                                                        | 41° 26′ 08″ N, 1° 37′ 37″ E / 41.435499066316°N,1.62705265959562°E                                            |                                            |                          | Modifica les dades a Wikidata |
|        | Cal Jaume Mosca            | Font-rubí | masia        | 20th century                                                           | 41° 25′ 29″ N, 1° 38′ 14″ E / 41.4248280473723°N,1.63711448611205°E ca:Barri de l'Alzinar, 9                  |                                            |                          | Modifica les dades a Wikidata |
|        | Cal Jaume Torró            | Font-rubí | masia        |                                                                        | 41° 26′ 08″ N, 1° 37′ 34″ E / 41.4355505280261°N,1.62608207811815°E                                           |                                            |                          | Modifica les dades a Wikidata |
|        | Cal Jaume Via              | Font-rubí | masia        |                                                                        | 41° 26′ 29″ N, 1° 36′ 25″ E / 41.4413192430084°N,1.60695179055542°E                                           |                                            |                          | Modifica les dades a Wikidata |
|        | Cal Jaume de l'Antònia     | Font-rubí | masia        | 20th century                                                           | 41° 23′ 56″ N, 1° 39′ 47″ E / 41.3988123438582°N,1.66298254610433°E ca:Barri de Semisó i la Font, 16          |                                            |                          | Modifica les dades a Wikidata |
|        | Cal Jaume de la Baltana    | Font-rubí | masia        | Estil: arquitectura popular 1860                                       | 41° 25′ 12″ N, 1° 38′ 23″ E / 41.4200205290392°N,1.63959630212324°E ca:Barri de la Massana, 16                |                                            |                          | Modifica les dades a Wikidata |
|        | Cal Jaumet del Ramon Mosca | Font-rubí | masia        | Estil: arquitectura popular                                            | 41° 25′ 53″ N, 1° 37′ 35″ E / 41.4313560725318°N,1.62632612358445°E ca:Barri de Montjuïc, 3                   |                                            |                          | Modifica les dades a Wikidata |
|        | Cal Jep Cabana             | Font-rubí | masia        |                                                                        | 41° 24′ 25″ N, 1° 38′ 44″ E / 41.4069746637053°N,1.64541974004088°E                                           |                                            |                          | Modifica les dades a Wikidata |
|        | Cal Jep Carme              | Font-rubí | masia        | Estil: arquitectura popular 19th century                               | 41° 24′ 48″ N, 1° 38′ 30″ E / 41.4132439144812°N,1.64161622787531°E ca:Barri de la Massana, 2                 |                                            |                          | Modifica les dades a Wikidata |
|        | Cal Jep Gras               | Font-rubí | masia        |                                                                        | 41° 24′ 27″ N, 1° 38′ 44″ E / 41.4075169399844°N,1.64557597039703°E ca:Barri de la Massana, 21                |                                            |                          | Modifica les dades a Wikidata |
|        | Cal Jepet                  | Font-rubí | masia        |                                                                        | 41° 25′ 34″ N, 1° 38′ 16″ E / 41.4260263462553°N,1.63790320418143°E ca:Barri de l'Alzinar, 21                 |                                            |                          | Modifica les dades a Wikidata |
|        | Cal Jepet Gallego          | Font-rubí | masia        |                                                                        | 41° 26′ 15″ N, 1° 38′ 29″ E / 41.4374526966585°N,1.64138679320858°E ca:Barri de l'Alzinar, 76                 |                                            |                          | Modifica les dades a Wikidata |
|        | Cal Jepet Moreno           | Font-rubí | masia        |                                                                        | 41° 26′ 44″ N, 1° 36′ 50″ E / 41.4454933395999°N,1.61397322284063°E ca:Barri de l'Avellà, 18                  |                                            |                          | Modifica les dades a Wikidata |
|        | Cal Jepet Trumfo           | Font-rubí | masia        |                                                                        | 41° 24′ 21″ N, 1° 39′ 01″ E / 41.4057336038817°N,1.65018311906695°E                                           |                                            |                          | Modifica les dades a Wikidata |
|        | Cal Jeroni                 | Font-rubí | masia        |                                                                        | 41° 25′ 04″ N, 1° 40′ 43″ E / 41.4177371544237°N,1.67861671334378°E                                           |                                            |                          | Modifica les dades a Wikidata |
|        | Cal Joan                   | Font-rubí | masia        |                                                                        | 41° 26′ 30″ N, 1° 36′ 25″ E / 41.441752926459°N,1.6070622164428°E                                             |                                            |                          | Modifica les dades a Wikidata |
|        | Cal Joan Pere              | Font-rubí | masia        |                                                                        | 41° 26′ 19″ N, 1° 38′ 15″ E / 41.4387317057934°N,1.63757769318245°E                                           |                                            |                          | Modifica les dades a Wikidata |
|        | Cal Joan Teixidor          | Font-rubí | masia        |                                                                        | 41° 26′ 31″ N, 1° 36′ 24″ E / 41.4419472653276°N,1.60674683310999°E                                           |                                            |                          | Modifica les dades a Wikidata |
|        | Cal Joan del Manou         | Font-rubí | masia        | 20th century                                                           | 41° 23′ 20″ N, 1° 41′ 02″ E / 41.3889935883037°N,1.68400712804444°E ca:Barri de Grabuac, 52                   |                                            |                          | Modifica les dades a Wikidata |
|        | Cal Julià                  | Font-rubí | masia        | 19th century                                                           | 41° 25′ 57″ N, 1° 35′ 31″ E / 41.4325451795948°N,1.59207104554975°E ca:Barri de Font-rubí de Baix, 7          |                                            |                          | Modifica les dades a Wikidata |
|        | Cal Llop                   | Font-rubí | masia        |                                                                        | 41° 25′ 41″ N, 1° 38′ 17″ E / 41.4281620939689°N,1.63799020395173°E                                           |                                            |                          | Modifica les dades a Wikidata |
|        | Cal Magí dels Graus        | Font-rubí | masia        |                                                                        | 41° 24′ 15″ N, 1° 39′ 31″ E / 41.4040924306183°N,1.65849571764788°E                                           |                                            |                          | Modifica les dades a Wikidata |
|        | Cal Manel de l'Eduard      | Font-rubí | masia        |                                                                        | 41° 25′ 30″ N, 1° 39′ 24″ E / 41.4250136798409°N,1.65672480075605°E                                           |                                            |                          | Modifica les dades a Wikidata |
|        | Cal Manois                 | Font-rubí | masia        |                                                                        | 41° 25′ 41″ N, 1° 37′ 53″ E / 41.4279589147879°N,1.63149598619042°E                                           |                                            |                          | Modifica les dades a Wikidata |
|        | Cal Marc Virolla           | Font-rubí | masia        | 19th century                                                           | 41° 26′ 09″ N, 1° 38′ 26″ E / 41.4358021902264°N,1.64043974704399°E                                           |                                            |                          | Modifica les dades a Wikidata |
|        | Cal Masover                | Font-rubí | masia        |                                                                        | 41° 24′ 19″ N, 1° 40′ 48″ E / 41.4053957587174°N,1.6800631767202°E                                            |                                            |                          | Modifica les dades a Wikidata |
|        | Cal Mateu                  | Font-rubí | masia        |                                                                        | 41° 24′ 45″ N, 1° 40′ 31″ E / 41.4124551379247°N,1.67515823925587°E                                           |                                            |                          | Modifica les dades a Wikidata |
|        | Cal Merlès                 | Font-rubí | masia        |                                                                        | 41° 25′ 20″ N, 1° 37′ 51″ E / 41.4221856089183°N,1.63076759092838°E                                           |                                            |                          | Modifica les dades a Wikidata |
|        | Cal Mestre Pinyol          | Font-rubí | masia        |                                                                        | 41° 24′ 47″ N, 1° 38′ 55″ E / 41.4131639604681°N,1.6485934863275°E                                            |                                            |                          | Modifica les dades a Wikidata |
|        | Cal Miquel                 | Font-rubí | masia        |                                                                        | 41° 25′ 29″ N, 1° 37′ 30″ E / 41.4246194943921°N,1.62488848089367°E                                           |                                            |                          | Modifica les dades a Wikidata |
|        | Cal Mitjans                | Font-rubí | masia        | 20th century                                                           | 41° 23′ 45″ N, 1° 40′ 57″ E / 41.3957048998391°N,1.68250810029242°E ca:Barri de Grabuac, 56                   |                                            |                          | Modifica les dades a Wikidata |
|        | Cal Mosca                  | Font-rubí | masia        |                                                                        | 41° 25′ 35″ N, 1° 38′ 15″ E / 41.4263375546089°N,1.63756161151525°E ca:Barri de l'Alzinar, 19                 |                                            |                          | Modifica les dades a Wikidata |
|        | Cal Mundo                  | Font-rubí | masia        |                                                                        | 41° 24′ 35″ N, 1° 40′ 14″ E / 41.409592811348°N,1.67064601616436°E                                            |                                            |                          | Modifica les dades a Wikidata |
|        | Cal Muntanyès              | Font-rubí | masia        | 19th century                                                           | 41° 24′ 51″ N, 1° 41′ 13″ E / 41.4141669617209°N,1.68698096687353°E ca:Barri de Casesnoves (La Serra), 29     |                                            |                          | Modifica les dades a Wikidata |
|        | Cal Músic                  | Font-rubí | masia        |                                                                        | 41° 24′ 48″ N, 1° 40′ 43″ E / 41.4134056596611°N,1.67870451095947°E 271 msnm                                  |                                            |                          | Modifica les dades a Wikidata |
|        | Cal Músic                  | Font-rubí | masia        |                                                                        | 41° 25′ 25″ N, 1° 40′ 00″ E / 41.4236882525772°N,1.66667271335568°E 316 msnm                                  |                                            |                          | Modifica les dades a Wikidata |
|        | Cal Paleta                 | Font-rubí | masia        |                                                                        | 41° 26′ 29″ N, 1° 36′ 23″ E / 41.4415019671345°N,1.60642119431213°E                                           |                                            |                          | Modifica les dades a Wikidata |
|        | Cal Pastor                 | Font-rubí | masia        | Estil: arquitectura popular                                            | 41° 25′ 24″ N, 1° 37′ 33″ E / 41.4232241546184°N,1.62570773447567°E ca:Barri de Mas Moió, 18                  |                                            |                          | Modifica les dades a Wikidata |
|        | Cal Pastora                | Font-rubí | masia        | 19th century                                                           | 41° 24′ 36″ N, 1° 38′ 47″ E / 41.4101099852653°N,1.64625193625993°E ca:Barri de la Massana, 15                |                                            |                          | Modifica les dades a Wikidata |
|        | Cal Pau Baltana            | Font-rubí | masia        |                                                                        | 41° 25′ 59″ N, 1° 37′ 05″ E / 41.4330048583394°N,1.61809284942431°E                                           |                                            |                          | Modifica les dades a Wikidata |
|        | Cal Pau Costal             | Font-rubí | masia        |                                                                        | 41° 25′ 58″ N, 1° 38′ 20″ E / 41.4327199656867°N,1.63876862639243°E ca:Barri de l'Alzinar, 30                 |                                            |                          | Modifica les dades a Wikidata |
|        | Cal Pau Jeroni             | Font-rubí | masia        |                                                                        | 41° 25′ 13″ N, 1° 41′ 13″ E / 41.4203087907354°N,1.68688117828131°E                                           |                                            |                          | Modifica les dades a Wikidata |
|        | Cal Pau Mosca              | Font-rubí | masia        |                                                                        | 41° 25′ 26″ N, 1° 38′ 05″ E / 41.4239816363984°N,1.63485846196081°E ca:Barri de l'Alzinar, 3                  |                                            |                          | Modifica les dades a Wikidata |
|        | Cal Pau Pardal             | Font-rubí | masia        | 20th century                                                           | 41° 25′ 56″ N, 1° 37′ 29″ E / 41.4321202026338°N,1.62469426913378°E ca:Barri de Montjuïc, 11                  |                                            |                          | Modifica les dades a Wikidata |
|        | Cal Pau Parellada          | Font-rubí | masia        |                                                                        | 41° 24′ 47″ N, 1° 40′ 02″ E / 41.4131098480511°N,1.66711641831793°E                                           |                                            |                          | Modifica les dades a Wikidata |
|        | Cal Pau del Truc           | Font-rubí | masia        |                                                                        | 41° 24′ 05″ N, 1° 40′ 08″ E / 41.4013233310513°N,1.66902015564757°E                                           |                                            |                          | Modifica les dades a Wikidata |
|        | Cal Pep                    | Font-rubí | masia        |                                                                        | 41° 26′ 38″ N, 1° 36′ 39″ E / 41.4440241689497°N,1.61090409530331°E                                           |                                            |                          | Modifica les dades a Wikidata |
|        | Cal Pep Pinyol             | Font-rubí | masia        | 1859                                                                   | 41° 25′ 18″ N, 1° 38′ 16″ E / 41.4216117598645°N,1.63781597276726°E ca:Barri de l'Alzinar, 24                 |                                            |                          | Modifica les dades a Wikidata |
|        | Cal Pep del Sendo          | Font-rubí | masia        |                                                                        | 41° 25′ 44″ N, 1° 38′ 13″ E / 41.4289973694731°N,1.63702727976911°E                                           |                                            |                          | Modifica les dades a Wikidata |
|        | Cal Pere Baltana           | Font-rubí | masia        |                                                                        | 41° 25′ 13″ N, 1° 38′ 13″ E / 41.4202879569456°N,1.63707779728542°E ca:Barri de la Massana, 14                |                                            |                          | Modifica les dades a Wikidata |
|        | Cal Pere Maset             | Font-rubí | masia        |                                                                        | 41° 24′ 53″ N, 1° 40′ 16″ E / 41.4148490409446°N,1.67107727589423°E                                           |                                            |                          | Modifica les dades a Wikidata |
|        | Cal Pere Saumell           | Font-rubí | masia        |                                                                        | 41° 26′ 19″ N, 1° 38′ 11″ E / 41.4385008381811°N,1.6363376790789°E ca:Barri de l'Alzinar, 61                  |                                            |                          | Modifica les dades a Wikidata |
|        | Cal Perera                 | Font-rubí | masia        |                                                                        | 41° 24′ 54″ N, 1° 40′ 52″ E / 41.4150719224738°N,1.68105184691647°E                                           |                                            |                          | Modifica les dades a Wikidata |
|        | Cal Peret Janet            | Font-rubí | masia        |                                                                        | 41° 23′ 30″ N, 1° 40′ 15″ E / 41.3915992152578°N,1.67090505797241°E                                           |                                            |                          | Modifica les dades a Wikidata |
|        | Cal Peret del Bou          | Font-rubí | masia        |                                                                        | 41° 24′ 19″ N, 1° 40′ 18″ E / 41.4053884770679°N,1.67160506783216°E ca:Barri de Grabuac i la Fanga, 25        |                                            |                          | Modifica les dades a Wikidata |
|        | Cal Peretó                 | Font-rubí | masia        |                                                                        | 41° 25′ 27″ N, 1° 40′ 00″ E / 41.4243004627144°N,1.66664822064748°E                                           |                                            |                          | Modifica les dades a Wikidata |
|        | Cal Perico del Pont        | Font-rubí | masia        |                                                                        | 41° 24′ 16″ N, 1° 39′ 30″ E / 41.4045756389679°N,1.65822258219047°E                                           |                                            |                          | Modifica les dades a Wikidata |
|        | Cal Pipes                  | Font-rubí | masia        |                                                                        | 41° 25′ 56″ N, 1° 38′ 33″ E / 41.4322673957107°N,1.64239257014366°E ca:Barri de l'Alzinar, 58                 |                                            |                          | Modifica les dades a Wikidata |
|        | Cal Pollina                | Font-rubí | masia        |                                                                        | 41° 24′ 44″ N, 1° 38′ 24″ E / 41.4122690264947°N,1.63991360515543°E                                           |                                            |                          | Modifica les dades a Wikidata |
|        | Cal Pruna                  | Font-rubí | masia        |                                                                        | 41° 25′ 12″ N, 1° 40′ 02″ E / 41.4200113913554°N,1.66728641477725°E                                           |                                            |                          | Modifica les dades a Wikidata |
|        | Cal Pubill                 | Font-rubí | masia        | 19th century                                                           | 41° 24′ 52″ N, 1° 40′ 10″ E / 41.4144245883867°N,1.66942275970591°E ca:Barri de Santa Maria, 10               |                                            |                          | Modifica les dades a Wikidata |
|        | Cal Quelet                 | Font-rubí | masia        |                                                                        | 41° 24′ 45″ N, 1° 38′ 52″ E / 41.4125595043981°N,1.64774454420667°E                                           |                                            |                          | Modifica les dades a Wikidata |
|        | Cal Quim Noguera           | Font-rubí | masia        |                                                                        | 41° 24′ 06″ N, 1° 40′ 28″ E / 41.40170354109°N,1.6745727701929°E                                              |                                            |                          | Modifica les dades a Wikidata |
|        | Cal Rafel del Bou          | Font-rubí | masia        |                                                                        | 41° 24′ 15″ N, 1° 40′ 20″ E / 41.4042528275001°N,1.67232207680044°E ca:Barri de Grabuac i la Fanga, 29        |                                            |                          | Modifica les dades a Wikidata |
|        | Cal Raimondet Vell         | Font-rubí | masia        |                                                                        | 41° 25′ 33″ N, 1° 37′ 42″ E / 41.4259406246724°N,1.62841489937355°E                                           |                                            |                          | Modifica les dades a Wikidata |
|        | Cal Ramon de l'Eduard      | Font-rubí | masia        |                                                                        | 41° 25′ 28″ N, 1° 39′ 25″ E / 41.4243940049074°N,1.65688117875118°E                                           |                                            |                          | Modifica les dades a Wikidata |
|        | Cal Ramon del Bou          | Font-rubí | masia        |                                                                        | 41° 24′ 18″ N, 1° 40′ 19″ E / 41.4050414178726°N,1.67197104318821°E                                           |                                            |                          | Modifica les dades a Wikidata |
|        | Cal Ramon del Cantí        | Font-rubí | masia        |                                                                        | 41° 25′ 57″ N, 1° 37′ 34″ E / 41.4325232883728°N,1.6260142677802°E                                            |                                            |                          | Modifica les dades a Wikidata |
|        | Cal Ramon del Pere Xic     | Font-rubí | masia        |                                                                        | 41° 25′ 21″ N, 1° 38′ 28″ E / 41.4223789490195°N,1.64099504232774°E                                           |                                            |                          | Modifica les dades a Wikidata |
|        | Cal Ros                    | Font-rubí | masia        |                                                                        | 41° 24′ 46″ N, 1° 38′ 57″ E / 41.4128538406758°N,1.64903065270179°E                                           |                                            |                          | Modifica les dades a Wikidata |
|        | Cal Rus                    | Font-rubí | masia        | 1855                                                                   | 41° 24′ 50″ N, 1° 41′ 15″ E / 41.4137587279282°N,1.68751565474775°E ca:Barri de Casesnoves (La Serra), 31     |                                            |                          | Modifica les dades a Wikidata |
|        | Cal Ràdio                  | Font-rubí | masia        | 20th century                                                           | 41° 24′ 31″ N, 1° 40′ 03″ E / 41.4085837205765°N,1.66750804845184°E                                           |                                            |                          | Modifica les dades a Wikidata |
|        | Cal Sadurní                | Font-rubí | masia        | Estil: arquitectura popular 19th century                               | 41° 25′ 02″ N, 1° 37′ 34″ E / 41.4172475606182°N,1.62606109814638°E ca:Barri de la Massana, 24                |                                            |                          | Modifica les dades a Wikidata |
|        | Cal Sardinet               | Font-rubí | masia        |                                                                        | 41° 26′ 01″ N, 1° 38′ 31″ E / 41.433560588325°N,1.64206640263336°E                                            |                                            |                          | Modifica les dades a Wikidata |
|        | Cal Tano                   | Font-rubí | masia        |                                                                        | 41° 26′ 34″ N, 1° 36′ 31″ E / 41.4426456639634°N,1.60863518385855°E                                           |                                            |                          | Modifica les dades a Wikidata |
|        | Cal Teulera                | Font-rubí | masia        |                                                                        | 41° 25′ 55″ N, 1° 37′ 51″ E / 41.4319414326894°N,1.63084981818889°E                                           |                                            |                          | Modifica les dades a Wikidata |
|        | Cal Ticarona               | Font-rubí | masia        |                                                                        | 41° 25′ 25″ N, 1° 38′ 23″ E / 41.4235074575316°N,1.63969105181643°E                                           |                                            |                          | Modifica les dades a Wikidata |
|        | Cal Tico del Jaumet        | Font-rubí | masia        |                                                                        | 41° 24′ 11″ N, 1° 39′ 31″ E / 41.4030845531831°N,1.65857626563018°E                                           |                                            |                          | Modifica les dades a Wikidata |
|        | Cal Ticó de Mas Moió       | Font-rubí | masia        |                                                                        | 41° 25′ 25″ N, 1° 37′ 29″ E / 41.4237270008385°N,1.62482354497157°E                                           |                                            |                          | Modifica les dades a Wikidata |
|        | Cal Tolino                 | Font-rubí | masia        |                                                                        | 41° 26′ 18″ N, 1° 38′ 26″ E / 41.4382621143324°N,1.64052006836549°E                                           |                                            |                          | Modifica les dades a Wikidata |
|        | Cal Ton Conill             | Font-rubí | masia        |                                                                        | 41° 23′ 36″ N, 1° 40′ 22″ E / 41.3933859083722°N,1.67274659604058°E ca:Barri de Grabuac, 44                   |                                            |                          | Modifica les dades a Wikidata |
|        | Cal Ton Fassina            | Font-rubí | masia        |                                                                        | 41° 24′ 01″ N, 1° 39′ 48″ E / 41.4002926637045°N,1.66325126740586°E                                           |                                            |                          | Modifica les dades a Wikidata |
|        | Cal Ton Gran               | Font-rubí | masia        |                                                                        | 41° 25′ 33″ N, 1° 38′ 12″ E / 41.4258682344377°N,1.63672174403892°E ca:Barri de l'Alzinar, 17                 |                                            |                          | Modifica les dades a Wikidata |
|        | Cal Ton Llop               | Font-rubí | masia        |                                                                        | 41° 25′ 06″ N, 1° 38′ 18″ E / 41.4182671292583°N,1.63832861179746°E                                           |                                            |                          | Modifica les dades a Wikidata |
|        | Cal Ton Martí              | Font-rubí | masia        | Estil: arquitectura popular 19th century                               | 41° 26′ 21″ N, 1° 36′ 13″ E / 41.4392244861201°N,1.603561273138°E ca:Barri de Font-rubí (Can Romeu), 2        |                                            |                          | Modifica les dades a Wikidata |
|        | Cal Ton Mosso              | Font-rubí | masia        |                                                                        | 41° 26′ 55″ N, 1° 36′ 12″ E / 41.4485806821919°N,1.60337260055994°E                                           |                                            |                          | Modifica les dades a Wikidata |
|        | Cal Ton Pere               | Font-rubí | masia        | 19th century                                                           | 41° 26′ 21″ N, 1° 38′ 21″ E / 41.439119490661°N,1.6390996510166°E ca:Barri de l'Alzinar, 80                   |                                            |                          | Modifica les dades a Wikidata |
|        | Cal Ton Ventura            | Font-rubí | masia        | 20th century                                                           | 41° 23′ 41″ N, 1° 41′ 02″ E / 41.3947472545419°N,1.6838312594799°E ca:Barri de Grabuac, 62 279 msnm           |                                            |                          | Modifica les dades a Wikidata |
|        | Cal Ton Ventura            | Font-rubí | masia        |                                                                        | 41° 24′ 33″ N, 1° 39′ 40″ E / 41.4090850533128°N,1.66103710349981°E 289 msnm                                  |                                            |                          | Modifica les dades a Wikidata |
|        | Cal Ton de la Rosària      | Font-rubí | masia        |                                                                        | 41° 25′ 34″ N, 1° 39′ 15″ E / 41.426038467437°N,1.65423839860557°E                                            |                                            |                          | Modifica les dades a Wikidata |
|        | Cal Ton de les Pereres     | Font-rubí | masia        |                                                                        | 41° 26′ 34″ N, 1° 37′ 31″ E / 41.4427544873967°N,1.62517597282823°E                                           |                                            |                          | Modifica les dades a Wikidata |
|        | Cal Ton del Maset          | Font-rubí | masia        |                                                                        | 41° 25′ 18″ N, 1° 37′ 40″ E / 41.4217540353055°N,1.6278089502377°E                                            |                                            |                          | Modifica les dades a Wikidata |
|        | Cal Ton del Pere Xic       | Font-rubí | masia        |                                                                        | 41° 25′ 18″ N, 1° 38′ 24″ E / 41.4217560027023°N,1.64011053936707°E                                           |                                            |                          | Modifica les dades a Wikidata |
|        | Cal Ton del Ramon Mosca    | Font-rubí | masia        |                                                                        | 41° 25′ 54″ N, 1° 37′ 31″ E / 41.4316503771279°N,1.62532654278191°E ca:Barri de Montjuïc, 5                   |                                            |                          | Modifica les dades a Wikidata |
|        | Cal Ton del Ton Gran       | Font-rubí | masia        | Estil: arquitectura popular 19th century                               | 41° 25′ 57″ N, 1° 38′ 04″ E / 41.4325690017891°N,1.63439128949028°E ca:Barri de l'Alzinar, 47                 |                                            |                          | Modifica les dades a Wikidata |
|        | Cal Tonet de Cal Ton Pere  | Font-rubí | masia        |                                                                        | 41° 26′ 16″ N, 1° 38′ 23″ E / 41.4378938502892°N,1.63984549098763°E                                           |                                            |                          | Modifica les dades a Wikidata |
|        | Cal Tonet del Serral       | Font-rubí | masia        | Estil: arquitectura popular                                            | 41° 26′ 05″ N, 1° 39′ 21″ E / 41.4347767863423°N,1.65588914772004°E ca:Barri de Santa Maria, 43               |                                            |                          | Modifica les dades a Wikidata |
|        | Cal Torrents               | Font-rubí | masia        | Estil: arquitectura popular 19th century                               | 41° 24′ 47″ N, 1° 39′ 05″ E / 41.41304°N,1.651472°E                                                           | bé integrant del patrimoni cultural català | Cal Torrents (Font-rubí) | Modifica les dades a Wikidata |
|        | Cal Trons                  | Font-rubí | masia        |                                                                        | 41° 24′ 02″ N, 1° 39′ 56″ E / 41.4006809158598°N,1.6656597788239°E                                            |                                            |                          | Modifica les dades a Wikidata |
|        | Cal Via                    | Font-rubí | masia        | Estil: arquitectura popular                                            | 41° 26′ 35″ N, 1° 36′ 29″ E / 41.4430337700544°N,1.60795654621445°E                                           | bé integrant del patrimoni cultural català | Cal Via de l'Avellà      | Modifica les dades a Wikidata |
|        | Cal Vicenç                 | Font-rubí | masia        |                                                                        | 41° 26′ 34″ N, 1° 36′ 30″ E / 41.4428147299326°N,1.60846398591925°E                                           |                                            |                          | Modifica les dades a Wikidata |
|        | Cal Vidrier                | Font-rubí | masia        |                                                                        | 41° 23′ 05″ N, 1° 41′ 38″ E / 41.3846475757347°N,1.69388984005696°E                                           |                                            |                          | Modifica les dades a Wikidata |
|        | Cal Vives                  | Font-rubí | masia        |                                                                        | 41° 24′ 10″ N, 1° 40′ 25″ E / 41.4026628738999°N,1.67347897494581°E                                           |                                            |                          | Modifica les dades a Wikidata |
|        | Cal Xic Merlès             | Font-rubí | masia        |                                                                        | 41° 25′ 21″ N, 1° 37′ 49″ E / 41.4225596886091°N,1.630412696989°E                                             |                                            |                          | Modifica les dades a Wikidata |
|        | Cal Xic del Pinyol         | Font-rubí | masia        |                                                                        | 41° 25′ 02″ N, 1° 39′ 16″ E / 41.4171045805533°N,1.65435106511254°E                                           |                                            |                          | Modifica les dades a Wikidata |
|        | Cal Xic del Via            | Font-rubí | masia        |                                                                        | 41° 26′ 29″ N, 1° 36′ 28″ E / 41.4412654820337°N,1.60771902913879°E                                           |                                            |                          | Modifica les dades a Wikidata |
|        | Cal Xurriguera             | Font-rubí | masia        |                                                                        | 41° 24′ 50″ N, 1° 40′ 43″ E / 41.413900120695°N,1.67862269850184°E                                            |                                            |                          | Modifica les dades a Wikidata |
|        | Can Banyetes               | Font-rubí | masia        |                                                                        | 41° 23′ 21″ N, 1° 41′ 44″ E / 41.3892789036826°N,1.69561515546412°E 271 msnm                                  |                                            |                          | Modifica les dades a Wikidata |
|        | Can Bufa                   | Font-rubí | masia        |                                                                        | 41° 26′ 10″ N, 1° 35′ 53″ E / 41.4360033485168°N,1.59792103748319°E                                           |                                            |                          | Modifica les dades a Wikidata |
|        | Can Casals                 | Font-rubí | masia        |                                                                        | 41° 24′ 03″ N, 1° 39′ 52″ E / 41.4009008944635°N,1.66443507716861°E                                           |                                            |                          | Modifica les dades a Wikidata |
|        | Can Castellví              | Font-rubí | masia        |                                                                        | 41° 26′ 25″ N, 1° 37′ 29″ E / 41.4402373863261°N,1.62483409837435°E                                           |                                            |                          | Modifica les dades a Wikidata |
|        | Can Cerdà                  | Font-rubí | masia        |                                                                        | 41° 25′ 54″ N, 1° 39′ 23″ E / 41.43175°N,1.65646389°E 343.1 msnm                                              |                                            |                          | Modifica les dades a Wikidata |
|        | Can Costa                  | Font-rubí | masia        |                                                                        | 41° 25′ 31″ N, 1° 38′ 42″ E / 41.4252182162943°N,1.64498074836809°E                                           |                                            |                          | Modifica les dades a Wikidata |
|        | Can Costal                 | Font-rubí | masia        | 1873                                                                   | 41° 26′ 23″ N, 1° 38′ 19″ E / 41.4396279389997°N,1.63872002194151°E ca:Barri de l'Alzinar, 71                 |                                            |                          | Modifica les dades a Wikidata |
|        | Can Fortuny de Font-rubí   | Font-rubí | masia        | Estil: arquitectura popular 17th century                               | 41° 26′ 11″ N, 1° 35′ 16″ E / 41.436488°N,1.587855°E ca:Barri de Font-rubí de Dalt, 15                        | bé integrant del patrimoni cultural català | Can Fortuny de Font-rubí | Modifica les dades a Wikidata |
|        | Can Garcies                | Font-rubí | masia        |                                                                        | 41° 23′ 08″ N, 1° 41′ 37″ E / 41.3854277777395°N,1.69358718628389°E                                           |                                            |                          | Modifica les dades a Wikidata |
|        | Can Jan Maioles            | Font-rubí | masia        |                                                                        | 41° 26′ 21″ N, 1° 38′ 16″ E / 41.4390480146354°N,1.63766683482915°E                                           |                                            |                          | Modifica les dades a Wikidata |
|        | Can Joanàs                 | Font-rubí | masia        |                                                                        | 41° 23′ 13″ N, 1° 41′ 37″ E / 41.3870569198968°N,1.69348280937468°E                                           |                                            |                          | Modifica les dades a Wikidata |
|        | Can Maginet                | Font-rubí | masia        |                                                                        | 41° 23′ 14″ N, 1° 41′ 47″ E / 41.387226449361°N,1.69651732292537°E                                            |                                            |                          | Modifica les dades a Wikidata |
|        | Can Maginet                | Font-rubí | masia        |                                                                        | 41° 25′ 17″ N, 1° 40′ 40″ E / 41.4214118873316°N,1.67781225453509°E                                           |                                            |                          | Modifica les dades a Wikidata |
|        | Can Maioles                | Font-rubí | masia        |                                                                        | 41° 25′ 59″ N, 1° 38′ 37″ E / 41.4331455713011°N,1.64353523045304°E                                           |                                            |                          | Modifica les dades a Wikidata |
|        | Can Mitgetes               | Font-rubí | masia        |                                                                        | 41° 25′ 03″ N, 1° 39′ 16″ E / 41.4173934432626°N,1.65440493074872°E                                           |                                            |                          | Modifica les dades a Wikidata |
|        | Can Palau del Racó         | Font-rubí | masia        |                                                                        | 41° 24′ 28″ N, 1° 40′ 15″ E / 41.4076936882826°N,1.67076848219712°E                                           |                                            |                          | Modifica les dades a Wikidata |
|        | Can Pau Conde              | Font-rubí | masia        |                                                                        | 41° 23′ 29″ N, 1° 41′ 42″ E / 41.3912910706971°N,1.69513237101308°E 276 msnm                                  |                                            | Can Pau Conde            | Modifica les dades a Wikidata |
|        | Can Romeu                  | Font-rubí | masia        | Estil: arquitectura popular 1789                                       | 41° 26′ 07″ N, 1° 35′ 47″ E / 41.4354°N,1.59644°E ca:Barri de Font-rubí (Can Romeu), 13 499 msnm              | bé integrant del patrimoni cultural català | Can Romeu (Font-rubí)    | Modifica les dades a Wikidata |
|        | Can Rovireta               | Font-rubí | masia        |                                                                        | 41° 25′ 09″ N, 1° 39′ 02″ E / 41.4192044897653°N,1.65061018493073°E                                           |                                            |                          | Modifica les dades a Wikidata |
|        | Can Salat                  | Font-rubí | masia        |                                                                        | 41° 23′ 22″ N, 1° 41′ 49″ E / 41.3894563106898°N,1.69696316542374°E                                           |                                            |                          | Modifica les dades a Wikidata |
|        | Can Saumell                | Font-rubí | masia        |                                                                        | 41° 23′ 31″ N, 1° 41′ 40″ E / 41.392031°N,1.6944°E 277 msnm                                                   |                                            | Can Saumell (Font-rubí)  | Modifica les dades a Wikidata |
|        | Can Suriol                 | Font-rubí | masia        |                                                                        | 41° 25′ 53″ N, 1° 36′ 03″ E / 41.431456225701°N,1.6009614225865°E                                             |                                            |                          | Modifica les dades a Wikidata |
|        | Can Suriol del Castell     | Font-rubí | masia        | Estil: arquitectura popular 16th century                               | 41° 23′ 48″ N, 1° 40′ 35″ E / 41.39668°N,1.67652°E ca:Barri de Grabuac, 10                                    | bé integrant del patrimoni cultural català | Cal Suriol del Castell   | Modifica les dades a Wikidata |
|        | Mas Graó                   | Font-rubí | masia        | 19th century                                                           | 41° 25′ 04″ N, 1° 37′ 30″ E / 41.4178098715615°N,1.62487659359502°E                                           |                                            |                          | Modifica les dades a Wikidata |
|        | Mas Moió                   | Font-rubí | masia        | Estil: arquitectura popular                                            | 41° 25′ 17″ N, 1° 37′ 29″ E / 41.421315°N,1.624781°E ca:Veinat de Mas Molló                                   | bé integrant del patrimoni cultural català | Mas Moió                 | Modifica les dades a Wikidata |
|        | Mas Pinyol                 | Font-rubí | masia        |                                                                        | 41° 25′ 54″ N, 1° 37′ 53″ E / 41.4316492521438°N,1.6312748518365°E                                            |                                            |                          | Modifica les dades a Wikidata |
|        | Mas Roig                   | Font-rubí | masia        |                                                                        | 41° 25′ 12″ N, 1° 36′ 40″ E / 41.420005187409°N,1.61117680316239°E                                            |                                            |                          | Modifica les dades a Wikidata |
|        | Mas Romaní                 | Font-rubí | masia        | Estil: arquitectura eclèctica 1821                                     | 41° 23′ 42″ N, 1° 41′ 48″ E / 41.394942°N,1.696648°E ca:Barri els Pujols, 7                                   | bé integrant del patrimoni cultural català | Mas Romaní (Font-rubí)   | Modifica les dades a Wikidata |
|        | Mas Rossell                | Font-rubí | masia        |                                                                        | 41° 23′ 41″ N, 1° 41′ 30″ E / 41.3947093017025°N,1.69155924150059°E ca:Barri els Pujols, 1 283 msnm           |                                            | Mas Rossell (Font-rubí)  | Modifica les dades a Wikidata |
|        | Mas Vallet                 | Font-rubí | masia        |                                                                        | 41° 26′ 24″ N, 1° 35′ 26″ E / 41.4401202749211°N,1.59060258539385°E ca:Barri de Font-rubí de Dalt, 2          |                                            |                          | Modifica les dades a Wikidata |
|        | Mas de Can Maginet         | Font-rubí | masia        |                                                                        | 41° 25′ 31″ N, 1° 40′ 39″ E / 41.4252550323855°N,1.67755477332724°E                                           |                                            |                          | Modifica les dades a Wikidata |
|        | Maset de les Pereres       | Font-rubí | masia        |                                                                        | 41° 26′ 45″ N, 1° 37′ 58″ E / 41.4458613067784°N,1.63267604917722°E                                           |                                            |                          | Modifica les dades a Wikidata |
|        | Maset del Cerdà            | Font-rubí | masia        |                                                                        | 41° 24′ 52″ N, 1° 39′ 53″ E / 41.4144414628473°N,1.66466024821278°E                                           |                                            |                          | Modifica les dades a Wikidata |
|        | Masia Grabuac              | Font-rubí | masia        | Arquitecte: Josep Puig i Cadafalch Estil: arquitectura modernista 1930 | 41° 23′ 46″ N, 1° 40′ 34″ E / 41.396209°N,1.676225°E ca:carretera BP-2127, km 5,7 a 1,3                       | bé integrant del patrimoni cultural català | Masia Grabuac            | Modifica les dades a Wikidata |
|        | Santsuies                  | Font-rubí | masia        |                                                                        | 41° 25′ 46″ N, 1° 35′ 54″ E / 41.4295136166186°N,1.59828809189622°E                                           |                                            |                          | Modifica les dades a Wikidata |
|        | Xalet de la Pineda         | Font-rubí | masia        |                                                                        | 41° 23′ 16″ N, 1° 41′ 04″ E / 41.3877924915776°N,1.68452172670589°E                                           |                                            |                          | Modifica les dades a Wikidata |
|        | el Clot                    | Font-rubí | masia        |                                                                        | 41° 25′ 42″ N, 1° 38′ 22″ E / 41.42831358075°N,1.6393253732672°E                                              |                                            |                          | Modifica les dades a Wikidata |
|        | el Manou                   | Font-rubí | masia        |                                                                        | 41° 23′ 30″ N, 1° 40′ 51″ E / 41.3915513545208°N,1.68083370336016°E                                           |                                            |                          | Modifica les dades a Wikidata |
|        | la Baltana Nova            | Font-rubí | masia        | 1786                                                                   | 41° 25′ 34″ N, 1° 36′ 51″ E / 41.426212653553°N,1.6142379885192°E ca:Barri de Mas Moió, 26                    |                                            |                          | Modifica les dades a Wikidata |
|        | la Baltana Vella           | Font-rubí | masia        | 19th century                                                           | 41° 25′ 44″ N, 1° 37′ 07″ E / 41.429010546394°N,1.61850070166908°E                                            |                                            |                          | Modifica les dades a Wikidata |
|        | la Clota                   | Font-rubí | masia        |                                                                        | 41° 25′ 21″ N, 1° 40′ 18″ E / 41.422387641416°N,1.6717588728441°E                                             |                                            |                          | Modifica les dades a Wikidata |
|        | la Creu Vermella           | Font-rubí | masia        |                                                                        | 41° 24′ 29″ N, 1° 40′ 01″ E / 41.408171143952°N,1.66688238273257°E                                            |                                            |                          | Modifica les dades a Wikidata |
|        | la Font                    | Font-rubí | masia        |                                                                        | 41° 23′ 37″ N, 1° 40′ 01″ E / 41.3936897267966°N,1.66708265518319°E                                           |                                            |                          | Modifica les dades a Wikidata |
|        | la Mata Nova               | Font-rubí | masia        |                                                                        | 41° 25′ 45″ N, 1° 35′ 31″ E / 41.4292836709555°N,1.59199791026854°E                                           |                                            |                          | Modifica les dades a Wikidata |
|        | la Mata Vella              | Font-rubí | masia        |                                                                        | 41° 25′ 49″ N, 1° 35′ 40″ E / 41.4303137909797°N,1.59447698443899°E                                           |                                            |                          | Modifica les dades a Wikidata |
|        | la Maçana                  | Font-rubí | masia        |                                                                        | 41° 24′ 50″ N, 1° 38′ 17″ E / 41.4137680929333°N,1.63795594925194°E                                           |                                            |                          | Modifica les dades a Wikidata |
|        | la Rubiola                 | Font-rubí | masia        |                                                                        | 41° 26′ 18″ N, 1° 37′ 52″ E / 41.4383663980173°N,1.63108583094217°E                                           |                                            |                          | Modifica les dades a Wikidata |
|        | la Serra                   | Font-rubí | masia        |                                                                        | 41° 24′ 37″ N, 1° 41′ 29″ E / 41.4102531852675°N,1.69131914397313°E                                           |                                            |                          | Modifica les dades a Wikidata |
|        | la Teulera                 | Font-rubí | masia        |                                                                        | 41° 23′ 55″ N, 1° 40′ 48″ E / 41.3986562916243°N,1.67988854438883°E                                           |                                            |                          | Modifica les dades a Wikidata |
|        | les Graus                  | Font-rubí | masia        |                                                                        | 41° 23′ 51″ N, 1° 40′ 03″ E / 41.3975142940415°N,1.66755476438526°E                                           |                                            |                          | Modifica les dades a Wikidata |
|        | les Guixetes               | Font-rubí | masia        |                                                                        | 41° 24′ 02″ N, 1° 40′ 28″ E / 41.4004751195914°N,1.67434889627421°E                                           |                                            |                          | Modifica les dades a Wikidata |

## muntanya
| imatge | Nom                  | Ubicat a                         | instància de | Detalls | coordenades                                                         | Protecció | Commons (més fotos) | Dades a WD                    |
| ------ | -------------------- | -------------------------------- | ------------ | ------- | ------------------------------------------------------------------- | --------- | ------------------- | ----------------------------- |
|        | Guineu               | Guardiola de Font-rubí           | muntanya     |         | 41° 25′ 00″ N, 1° 37′ 00″ E / 41.416666666667°N,1.6166666666667°E   |           |                     | Modifica les dades a Wikidata |
|        | Muntanya del Marquès | Font-rubí Mediona                | muntanya     |         | 41° 27′ 02″ N, 1° 35′ 48″ E / 41.450555555556°N,1.5966666666667°E   |           |                     | Modifica les dades a Wikidata |
|        | Pujol Gran           | Font-rubí                        | muntanya     |         | 41° 26′ 53″ N, 1° 37′ 17″ E / 41.44797222°N,1.62130556°E 562 msnm   |           |                     | Modifica les dades a Wikidata |
|        | Pujol Xic            | Font-rubí                        | muntanya     |         | 41° 26′ 47″ N, 1° 37′ 11″ E / 41.4464°N,1.61964°E 519.3 msnm        |           |                     | Modifica les dades a Wikidata |
|        | Pujol del Riba       | Font-rubí                        | muntanya     |         | 41° 26′ 08″ N, 1° 36′ 30″ E / 41.4355°N,1.60836°E 488 msnm          |           |                     | Modifica les dades a Wikidata |
|        | Serral de Santsuies  | Font-rubí                        | muntanya     |         | 41° 25′ 44″ N, 1° 35′ 49″ E / 41.42891667°N,1.597°E 545.3 msnm      |           |                     | Modifica les dades a Wikidata |
|        | Turó de Ca l'Agustí  | Font-rubí                        | muntanya     |         | 41° 25′ 43″ N, 1° 35′ 19″ E / 41.4285°N,1.58866667°E 570.7 msnm     |           |                     | Modifica les dades a Wikidata |
|        | Turó de Ca l'Antoni  | Font-rubí                        | muntanya     |         | 41° 25′ 41″ N, 1° 39′ 02″ E / 41.428°N,1.65061°E 376.4 msnm         |           |                     | Modifica les dades a Wikidata |
|        | Turó de la Serra     | Font-rubí                        | muntanya     |         | 41° 25′ 59″ N, 1° 39′ 40″ E / 41.43319444°N,1.66119444°E 398.7 msnm |           |                     | Modifica les dades a Wikidata |
|        | el Castellot         | Font-rubí                        | muntanya     |         | 41° 26′ 34″ N, 1° 35′ 07″ E / 41.44275°N,1.58525°E 793.1 msnm       |           |                     | Modifica les dades a Wikidata |
|        | el Serral            | Font-rubí Sant Quintí de Mediona | muntanya     |         | 41° 26′ 10″ N, 1° 39′ 21″ E / 41.436°N,1.65586°E                    |           |                     | Modifica les dades a Wikidata |
|        | el Tibidabo          | Font-rubí                        | muntanya     |         | 41° 25′ 34″ N, 1° 38′ 51″ E / 41.4261°N,1.64762°E 366.9 msnm        |           |                     | Modifica les dades a Wikidata |

## nucli de població
| imatge | Nom               | Ubicat a  | instància de                                           | Detalls | coordenades                                                         | Protecció | Commons (més fotos) | Dades a WD                    |
| ------ | ----------------- | --------- | ------------------------------------------------------ | ------- | ------------------------------------------------------------------- | --------- | ------------------- | ----------------------------- |
|        | Font-rubí de Baix | Font-rubí | nucli de població nucli d'entitat singular de població | 2 hab   | 41° 26′ 04″ N, 1° 35′ 29″ E / 41.43453858°N,1.591328425°E 572 msnm  |           |                     | Modifica les dades a Wikidata |
|        | Font-rubí de Dalt | Font-rubí | nucli de població nucli d'entitat singular de població | 1 hab   | 41° 26′ 11″ N, 1° 35′ 17″ E / 41.43650475°N,1.587990565°E 659 msnm  |           |                     | Modifica les dades a Wikidata |
|        | la Fanga          | Font-rubí | nucli de població                                      |         | 41° 24′ 17″ N, 1° 40′ 48″ E / 41.4047199564085°N,1.68004096485935°E |           |                     | Modifica les dades a Wikidata |

## pont
| imatge | Nom                   | Ubicat a  | instància de | Detalls          | coordenades                                                         | Protecció | Commons (més fotos) | Dades a WD                    |
| ------ | --------------------- | --------- | ------------ | ---------------- | ------------------------------------------------------------------- | --------- | ------------------- | ----------------------------- |
|        | Pont de Ca l'Eduard   | Font-rubí | pont         |                  | 41° 25′ 23″ N, 1° 39′ 20″ E / 41.4229718795226°N,1.65542660433949°E |           |                     | Modifica les dades a Wikidata |
|        | Pont de Cal Raimondet | Font-rubí | pont         | Estat: bon estat | 41° 25′ 31″ N, 1° 37′ 52″ E / 41.42515°N,1.63123°E 357 msnm         |           |                     | Modifica les dades a Wikidata |
|        | Pont de Cal Xic       | Font-rubí | pont         |                  | 41° 24′ 18″ N, 1° 39′ 35″ E / 41.4049729544261°N,1.65985340685053°E |           |                     | Modifica les dades a Wikidata |
|        | Pont de Sabanell      | Font-rubí | pont         |                  | 41° 24′ 50″ N, 1° 41′ 50″ E / 41.4139953483209°N,1.69723858024174°E |           |                     | Modifica les dades a Wikidata |

## serra
| imatge | Nom           | Ubicat a  | instància de | Detalls | coordenades                                                         | Protecció | Commons (més fotos) | Dades a WD                    |
| ------ | ------------- | --------- | ------------ | ------- | ------------------------------------------------------------------- | --------- | ------------------- | ----------------------------- |
|        | Serres Velles | Font-rubí | serra        |         | 41° 26′ 26″ N, 1° 36′ 50″ E / 41.44047222°N,1.61397222°E 528.9 msnm |           |                     | Modifica les dades a Wikidata |
|        | serra del Mig | Font-rubí | serra        |         | 41° 25′ 30″ N, 1° 36′ 21″ E / 41.4251°N,1.60586°E 545.3 msnm        |           |                     | Modifica les dades a Wikidata |

## Misc
| imatge | Nom                                            | Ubicat a                                               | instància de                              | Detalls                            | coordenades                                                                                           | Protecció                                            | Commons (més fotos)          | Dades a WD                    |
| ------ | ---------------------------------------------- | ------------------------------------------------------ | ----------------------------------------- | ---------------------------------- | --- | ---------------------------------------------------- | ---------------------------- | ----------------------------- |
|        | Ajuntament de Font-rubí                        | Font-rubí                                              | casa consistorial                         | Estil: arquitectura popular        | 41° 24′ 51″ N, 1° 39′ 03″ E / 41.4141°N,1.65093°E                                                     | bé integrant del patrimoni cultural català           | Ajuntament de Font-rubí      | Modifica les dades a Wikidata |
|        | Capçaleres del Foix                            | Torrelles de Foix Mediona Font-rubí Pontons la Llacuna | àrea protegida àrea protegida Natura 2000 | 1992 Superfície: 2183.78912ha      | 41° 26′ 51″ N, 1° 35′ 38″ E / 41.447588°N,1.59399°E                                                   |                                                      | Capçaleres del Foix          | Modifica les dades a Wikidata |
|        | Castell de Font-rubí                           | Font-rubí                                              | castell                                   | Estil: arquitectura romànica       | 41° 26′ 22″ N, 1° 35′ 14″ E / 41.4394°N,1.58722°E ca:Turó, damunt del poble de Font-rubí 759 msnm     | bé d'interès cultural bé cultural d'interès nacional | Castell de Font-rubí         | Modifica les dades a Wikidata |
|        | Centre Recreatiu Guardiolenc                   | Font-rubí                                              | edifici teatre                            | Estil: arquitectura eclèctica 1912 | 41° 24′ 52″ N, 1° 39′ 01″ E / 41.4145°N,1.650353°E ca:Avinguda Catalunya, 45 - Guardiola de Font-rubí | bé integrant del patrimoni cultural català           | Centre Recreatiu Guardiolenc | Modifica les dades a Wikidata |
|        | Grabuac                                        | Grabuac i la Fanga Font-rubí                           | nucli d'entitat singular de població      | 19th century 83 hab                | 41° 23′ 46″ N, 1° 40′ 39″ E / 41.39621634°N,1.67756913°E 288 msnm                                     |                                                      |                              | Modifica les dades a Wikidata |
|        | Granja Ponç                                    | Font-rubí                                              | granja                                    |                                    | 41° 23′ 41″ N, 1° 40′ 55″ E / 41.3945908183784°N,1.68196840439371°E                                   |                                                      |                              | Modifica les dades a Wikidata |
|        | Grup de cases de tàpia a l'entrada de Sabanell | Font-rubí                                              | conjunt d'edificis                        | 19th century                       | 41° 24′ 58″ N, 1° 41′ 45″ E / 41.41617°N,1.69576°E ca:Barri de Sabanell número, 6                     |                                                      |                              | Modifica les dades a Wikidata |
|        | Manantials                                     | Font-rubí                                              | assentament humà                          |                                    | 41° 26′ 33″ N, 1° 37′ 29″ E / 41.4425506364405°N,1.62466362727229°E                                   |                                                      |                              | Modifica les dades a Wikidata |
|        | bosc del Coscó                                 | Font-rubí                                              | bosc                                      |                                    | 41° 22′ 49″ N, 1° 42′ 05″ E / 41.380262219970994°N,1.701287627220154°E                                |                                                      |                              | Modifica les dades a Wikidata |